# Christa Löser
Christa Löser (Chemnitz, 22 maart 1926 – Berlijn, 24 mei 2012) was een Duits actrice. Zij is bekend als Frau Kränkel in de film Sieben Sommersprossen. Verder heeft ze ruim 40 jaar op het toneel van Maxim Gorki Theater in Berlijn gestaan.

## Biografie
Löser kreeg privé acteerlessen (1948-1950). Van 1952 tot 1993 was Löser als theateractrice verbonden aan het Maxim Gorki Theater, slechts onderbroken door een kort dienstverband in het Hans Otto Theater in Potsdam.
Vanaf 1956 verscheen Löser als karakteractrice in talrijke films en televisieseries voor DEFA en DDR-televisie. Ze speelde vaak kleine, komische rollen. Ze werkte samen met de regisseurs Iris Gusner en Roland Gräf. Ze speelde het kamermeisje in de sprookjesfilm Das blaue Licht. Onder Roland Gräf speelde ze verschillende opvallende bijrollen.
Ze had een hoofdrol in de jeugdfilm Sieben Sommersprossen, die zeer succesvol was bij het toenmalige publiek en ook verschillende keren werd uitgezonden op de West-Duitse televisie. Ze werd geregisseerd door Herrmann Zschoche en speelde de rol van Frau Kraenkel, de directrice van een vakantiekamp. Zschoche bleef Löser ook later inzetten in bijrollen, onder andere in het filmdrama Die Alleinseglerin uit 1987.
Löser verscheen ook in politieke en literaire cabaretprogramma's. Halverwege de jaren 1990 trok Löser zich grotendeels terug uit het acteervak. Haar zoon Maximilian Löser werkte ook als acteur.

## Overlijden
Ze overleed op 24 mei 2012 op 86-jarige leeftijd in Berlijn.

## Filmografie
- 1962: Geboren unter schwarzen Himmeln (televisie)
- 1965: Seine Kinder
- 1968: Die entführte Braut
- 1973: Die Taube auf dem Dach
- 1974: Polizeiruf 110: Die verschwundenen Lords (televisieserie)
- 1975: Bankett für Achilles
- 1976: Das blaue Licht
- 1978: Sieben Sommersprossen
- 1978: Eine Handvoll Hoffnung
- 1978: Rotschlipse
- 1979: Waldfrieden + Gelähmte Schwingen
- 1979: Chiffriert an Chef - Ausfall Nr. 5
- 1979: Lachtauben weinen nicht
- 1979: Ein irrer Duft von frischem Heu
- 1979: Addio, piccola mia
- 1980: Max und siebeneinhalb Jungen
- 1980: Die Verlobte
- 1980: Glück im Hinterhaus
- 1980: Das Rad
- 1980: Unser Mann ist König (televisieserie)
- 1981: Die lange Ankunft des Alois Fingerlein
- 1981: Als Unku Edes Freundin war
- 1982: Sabine Kleist, sieben Jahre
- 1982: Märkische Forschungen
- 1983: Taubenjule
- 1985: Meine Frau Inge und meine Frau Schmidt
- 1985: Die Gänse von Bützow
- 1986: Jan auf der Zille
- 1987: Die Alleinseglerin
- 1987: Käthe Kollwitz – Bilder eines Lebens
- 1990: Die Taube auf dem Dach
- 1991: Polizeiruf 110: Big Band Time (televisieserie)

## Televisieseries
- 1974, 1991: Polizeiruf 110
- 1982, 1983: Der Staatsanwalt hat das Wort

## Theater
- 1954: Gerhart Hauptmann: Der Biberpelz (Leontine) – Regie: Werner Schulz-Wittan (Maxim-Gorki-Theater Berlin)
- 1961: Heinrich von Kleist: Der zerbrochne Krug (maagd) – Regie: Maxim Vallentin (Maxim-Gorki-Theater Berlin)
- 1961: Maxim Gorki: Nachtasyl (Anna) – Regie: Maxim Vallentin (Maxim-Gorki-Theater Berlin)
- 1968: Luigi Pirandello: Liolà (tante Gesa) – Regie: Hans-Georg Simmgen (Maxim-Gorki-Theater Berlin)
- 1988: Maxim Gorki: Wassa Schelesnowa – Regie: Barbara Abend (Theater im Palast)

## Hoorspelen
- 1967: Leonid Leonow: Professor Skutarewski – Regie: Helmut Hellstorff (hoorspel – DDR-radio)